# Camellia indochinensis
Camellia indochinensis är en tvåhjärtbladig växtart som beskrevs av Elmer Drew Merrill. Camellia indochinensis ingår i släktet Camellia och familjen Theaceae. Utöver nominatformen finns också underarten C. i. tunghinensis.